# Ибрахим Челиккол
Ибрахим Челиккол (на турски: İbrahim Çelikkol) е турски актьор, модел и бивш баскетболист.

## Биография
Ибрахим Челиккол е
роден в Измит на 14 февруари 1982 г., в семейството на арабин и гъркиня, емигрантка от Солун. Има една сестра, по-голяма от него. Майката е властна жена, заемала преди пенсионирането си поста Началник бюро в морския флот, а баща му е футболист от Националния отбор, който след приключване на спортната си кариера, също работи в морския флот.
Ибрахим Челиккол се занимава активно с всякакви спортове – рафтинг, кайт сърф, ски, парашутизъм, мотоциклетизъм, тенис на корт. Тренира баскетбол от малък и става национален състезател в Младежката Баскетболна лига.
След внезапната смърт на баща му, в резултат на инфаркт, семейството се мести в Истанбул, където сестра му е студентка. Ибрахим изживява тежко смъртта на баща си. Той е демотивиран да продължи спортната си кариера и напуска Баскетболната лига. Приет е за студент по икономика, но напуска и университета. За кратко започва работа като треньор по баскетбол на деца и младежи. Случайна среща на улицата с представител на агенция за фотомодели определя бъдещето му. Ибрахим Челиккол става известен модел в Турция и Европа. Работи предимно в Германия и Италия. Нарежда се сред най-търсените и високоплатени модели и след 6-годишна дейност по световните подиуми взема решение да започне свой бизнес и да отвори в Истанбул магазин за мъжко облекло.
По същото време негов приятел го моли да го придружи на кастинг за участие във филм на турския режисьор, продуцент и сценарист Осман Синав. Режисьорът прави пробни снимки и на Ибрахим, който е много фотогеничен и знае как да се държи пред камера. Осман Синав предлага главната роля в сериала "Парс: Наркотерор" на Ибрахим Челиккол, който в началото е изненадан и отказва, но се съгласява на по-късен етап. Следва обучение по актьорско майсторство и упорита работа.
Така започва филмовата кариера на известния актьор, обявен през месец Декември 2021 г. за „Мъж на годината“ в Турция.
През лятото на 2021 г. актьорът подпомага с финансови средства гасенето на мащабните горски пожари в Турция. Самият той се включва като доброволец и работи рамо до рамо с пожарникарите.
След няколко неуспешни връзки със свои колежки, през 2017 г. Ибрахим Челиккол сключва брак с Михре Мутлу, архитект и интериорен дизайнер. Развеждат се през 2022 г. Двойката има едно дете, момче, родено през 2019 г.

## Филмография
- "Парк: Наркотерор" (Pars: Narkoterör)(2008) - в ролята на Шамил
- M.A.T.(2009), в ролята на Синан Аталай
- "Остър нож" (Keskin biçak), телевизионен сериал(2010), в ролята на Митхат
- "Черни планини" (Karadağlar), телевизионен сериал (2010-2011), в ролята на Гюл Али Карадаа
- "Ифет" (Iffet), телевизионен сериал(2011-2012), в ролята на Джамил Йоздемир
- "Завоевание1453" (Fetih1453), игрален филм от 2012 г., в ролята на непобедимия войн Улубатли Хасан
- "Милост"  (Merhamet) телевизионен сериал (2013-2014), в ролята на банкера Фърат Казан
- "Само ти" (Sadece Sen), игрален филм от 2014 г., в ролята на бившия боксьор Али
- "Реакция"(Reaksiyon), телевизионен сериал (2014), в ролята на Огуз
- "Седюлбахир 32 часа" (Seddülbahir 32 Saat), сериал (2016), в ролята на Мехмет Чавуш
- "Гордиев възел" (Kördüğüm), телевизионен сериал (2016), в ролята на Али Неджат
- "Черно-бяла любов" (Siyah Beyaz Aşk), телевизионен сериал (2017-2018), в ролята на Ферхат Аслан
- "Великолепният тандем" (Muhteşem İkili), телевизионен сериал(2018-2019), в ролята на полицай, Мерт Барджа
- "Домът, в който си роден, е твоята съдба " (Doğduğun Ev Kaderindir)(2019-2021), телевизионен сериал, в ролята на майстор Мехди
- "Птичи полет"(Kuş Uçuşu) (2021), минисериал за телевизионната платформа Netflix
- (Mest-i Ask), игрален филм от 2021 г.
- "Имало едно време в Чукурова"(Bir Zamanlar Çukurova), в четвъртия сезон на сериала (2021-2022), в ролята на Мехмет Кара/Хакан